# (4071) Rostovdon
(4071) Rostovdon es un asteroide perteneciente al cinturón de asteroides, descubierto el 7 de septiembre de 1981 por Liudmila Karachkina desde el Observatorio Astrofísico de Crimea (República de Crimea).

## Designación y nombre
Designado provisionalmente como 1981 RD2. Fue nombrado Rostovdon en honor a Rostov del Don ciudad rusa donde nació la descubridora.